# Дајер (Арканзас)
Дајер (енгл. Dyer) град је у америчкој савезној држави Арканзас.

## Демографија
По попису из 2010. године број становника је 876, што је 291 (49,7%) становника више него 2000. године.
| Група             | 2000.       | 2010.       |
| Белци             | 562 (96,1%) | 821 (93,7%) |
| Афроамериканци    | 1 (0,2%)    | 8 (0,9%)    |
| Азијати           | 5 (0,9%)    | 0 (0,0%)    |
| Хиспаноамериканци | 1 (0,2%)    | 27 (3,1%)   |
| Укупно            | 585         | 876         |